# Xuanhuaceratops
Xuanhuaceratops niei
Genre
Espèce
Xuanhuaceratops est un genre fossile de dinosaures cératopsiens ayant vécu en Chine au Jurassique supérieur. Ses restes fragmentaires ont été découverts dans la formation géologique de Houcheng dans la province de Hebei.
Il n'existe qu'une seule espèce, Xuanhuaceratops niei, décrite par le paléontologue chinois Zhao Xijin et ses collègues en 2006.

## Étymologie
Le terme de Xuanhuaceratops, qui signifie littéralement « face cornue de Xuanhua », combine le nom de la région où le fossile a été découvert, le district de Xuanhua, dans la province de Hebei en Chine, et les mots du grec κέρας (kéras) signifiant « corne » et ὤψ (ops) signifiant « visage ».

## Description
Comme les autres Chaoyangsauridae, Xuanhuaceratops possédait un bec tranchant pour couper les feuilles, et une collerette de petite taille.
Les quatre squelettes partiels découverts ont permis de rapprocher ces animaux du genre Chaoyangsaurus. Des différences entre les deux taxons concernent la présence chez Xuanhuaceratops d'une dent supplémentaire sur le prémaxillaire et des morphologies différentes de l'omoplate et de l'os carré à l'arrière du crâne. 

## Classification
En 2006, les inventeurs de Xuanhuaceratops le classent avec le genre Chaoyangsaurus dans la famille des Chaoyangsauridae qu'ils créent pour l'occasion.
En 2014, une analyse phylogénétique des Ceratopsia, conduite par Andrew Farke et al., ne retient plus le taxon des Chaoyangsauridae. Ils classent trois genres comme des Ceratopsia basaux : Xuanhuaceratops et son groupe frère Chaoyangsaurus, ainsi que le plus ancien des Ceratopsia, Yinlong.